# Krystian Ludwik Waldeck
Krystian Ludwik Waldeck (ur. 29 lipca 1635 w Waldeck, zm. 12 grudnia 1706 w Landau) – pierwszy hrabia Waldeck-Wildungen i od 1692 hrabia Waldeck-Pyrmont.

## Pochodzenie
Był najstarszym synem księcia Waldeck-Wildungen Filipa VII (1613-1645) i Anny Katarzyny von Sayn-Wittgenstein (1610-1690). Jest przodkiem wszystkich żyjących książąt i hrabiów Waldeck. Ród książąt Waldeck-Pyrmont pochodzi z jego pierwszego małżeństwa. Z kolei wymarły w roku 1938 ród Waldeck-Bergheim pochodzi od jego syna Jozjasza z drugiego małżeństwa.
Po śmierci ojca w 1645 Krystian Ludwik odziedziczył hrabstwo Waldeck-Wildungen. Jego wychowanie i regencja do 1660 roku znajdowały się w rękach matki i kuzyna jego ojca Henryka Wolrada. Krystian Ludwik później zamieszkał w zamku zbudował w Christiansburg który rozkazał zbudować. W dniu 12 czerwca 1685 roku wraz z kuzynem hrabią Jerzym Fryderykiem von Waldeck-Eisenberg rozpoczął spór o dziedziczenie, który wprowadził pierworództwo w domu Waldeck. Więc mógł dziedziczyć w 1692 po śmierci księcia Waldeck-Eisenberg część powiatu Waldeck należącą do niego i zjednoczyć ją ze swymi ziemiami. Po raz pierwszy od 1397 całość ziem rodu Waldeck znów znajdowała się w rękach jednego potomka rodu. Dzięki śmierci kuzyna z połączonych ziemi stworzył hrabstwo Waldeck-Pyrmont. W 1695 roku przeniósł swoją siedzibę do Arolsen, a od 1696 roku kancelaria hrabstwa znajdowała się w mieście Mengeringhausen.

## Pierwsze małżeństwo
Dzięki pierwszemu małżeństwu Krystian Ludwik uzyskał prawa do Rappoltstein w Alzacji. Ale z uwagi na panujące tam prawo salickie odnośnie do tronu prawa te nie mogły być egzekwowane. Jednak dawny herb rodu Waldeck do dziś jest symbolem powiatu Rappoltstein, a książęta Waldeck do dziś posługują się tytułem "hrabiego na Rappoltstein " .
Krystian Ludwik był bardzo dobrym żołnierzem i bardzo szybko cesarz uczynił go feldmarszałkiem.
Podczas jego panowania znaleziono w Bad Wildungen w dniach od 1650 do 1664 kilkaset czarownic. Hrabia popierał inkwizycję czym zyskał sobie tytuł "Hrabia chrześcijański".

## Potomstwo Krystiana Ludwika
Pierwszą żoną Krystiana Ludwika była Anna Elżbieta von Rappoltstein (7 marca 1644 – 6 grudnia 1676). Poślubił ją 2 lipca 1658.
Doczekali się piętnaściorga dzieci:
- Szarlotty Elżbiety (ur. 1659; zm. 22 marca 1660)
- Doroty Elżbiety (ur. 1661; zm. 23 lipca 1702) ∞ grudzień 1691 Rudolf zur Lippe-Brake
- Jerzego Fryderyka (ur. 21 kwietnia 1663; zm. 1686)
- Henryka Wolrada (ur. 1665; zm. 8 września 1688)
- Szarlotty Zofii (ur. 1667; zm. 6 września 1723) ∞ 1707 John Squire (ur. 1680; zm. 25 października 1759 w Halle)
- Henrietty Aleksandry (ur. 17 lipca 1668; zm. 10 września 1668)
- Krystiany Magdaleny (ur. 30 marca 1669; zm. 1699 w Hildburghausen), ksieni klasztoru Schaaken
- Elenory Katarzyny (ur. 1670; zm. 12 września 1717) w Minden
- Eberhardyny Ludwiki (ur. 1671; zm. 19 września 1725)
- Fryderyka Karola Ludwika (ur. 1672; zm. 30 marca 1694 w Hellevoetsluis)
- Filipa Ernesta (ur. 1673; zm. 27 czerwca 1695)
- Karola (zm. 1674)
- Wilhelma Augusta (zm. 1676)
- Fryderyka Antoniego Ulryka (ur. 27 listopada 1676; zm. 1 stycznia 1728) ∞ 1700 Ludwika von Zweibrücken-Birkenfeld (1678-1753), córka Christiana II
- Henrrietty Marii (ur. 1676; zm. 8 lipca 1678).

Po śmierci pierwszej żony 6 czerwca 1680 r. poślubił Johannette Idstein-Nassau (1657-1733), córkę Jana Nassau-Idstein (1603-1677).
Doczekali się jedenastu dzieci:
- Ernesta Augusta (ur. 1681; zm. 15 listopada 1703 w bitwie pod Bacha )
- Henryka Jerzego (ur. 1683; zm. 3 sierpnia 1736 w Bad Wildungen) ∞ 7 grudnia 1712 Ulryka Eleonora Dohna-Carwinden (3 kwietnia 1689, zm. 6 października 1760 w Bergheim), córka Fryderyka Krzysztofa (ur. 1664; zm. 20 lipca 1727)
- Krystyny Elenory Ludwiki (ur. 11 lutego 1685; zm. 1737 Selbach), przeoryszy w Schaaken
- Zofii Wilhelminy (ur. 6 lipca 1686; zm. 23 sierpnia 1749), przeoryszy w Schaaken
- Karola Krystiana Ludwika (ur. 25 grudnia 1687; zm. 16 września 1734 w Quingentolo (Włochy))
- Jozjasza (ur. 1689; zm. 7 listopada 1693)
- Jana Wolrada (ur. 20 maja 1691; zm. 22 lipca 1691)
- Henrrietty Albertyny (ur. 1695; zm. 7 grudnia 1699 w Arolsen)
- Jozjasza (ur. 1696; zm. 2 lutego 1763) ∞ 3 stycznia 1725 Dorota Zofia Solms-Rödelheim-Assenheim (1698-1774), córka Ludwika Henryka
- Szarlotty Florencji (ur. 1697; zm. 6 maja 1777 w Fritzlar), przeoryszy w Schaaken
- Fryderyka Wilhelma (ur. 24 maja 1699; zm. 9 stycznia 1718).